# Enkarterri
 (mars 2023).

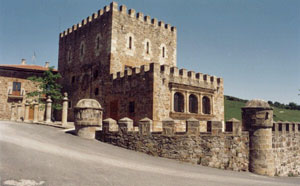
Maison des fors d'Avellaneda.

Enkarterri en basque, ou Las Encartaciones en espagnol, est une comarque et une sous-région historique de la Biscaye, une province du nord de l'Espagne. Elle s'étend du fleuve Nervion à l'estuaire de Bilbao à l'ouest, en s'étirant entre les montagnes frontalières cantabriques et de Castille et Léon. La population actuelle de la comarque Enkarterri est de 30 966 habitants, et le principal centre urbain est la municipalité de Balmaseda.
De tradition non basque, elle se voit intégrée lentement à la Biscaye au cours d'un processus qui dure trois siècles. L'Enkarterri acquiert un statut spécial qui combine des droits du royaume de Castille et de Navarre.

## Géographie
De nos jours, Enkarterri Rural désigne la partie rurale du territoire historique, tandis que le secteur urbain est connu comme sous le nom de secteur gauche (Margen Izquierda ou Ezkerraldea) de l'estuaire. Le fleuve cadagua traverse tout son territoire.
La comarque des Enkarterri (Encartaciones en espagnol) est limitée au sud par les vallées d'Ayala, Oquendo (Alava) et Mena (Burgos), au nord par Castro-Urdiales et Guriezo, ainsi qu'à l'ouest par Soba, Rasines, Ramales de la Victoria et Valle de Villaverde, tous les territoires de la Région cantabrique, et à l'est par la comarque du Grand Bilbao (Biscaye).
La Mancomunidad de Municipios des Encartaciones est composée des communes d'Artzentales, Galdames, Gordexola, Gueñes, Karrantza, Lanestosa, Sopuerta, Trucios-Turtzioz, Balmaseda et Zalla. Son siège se situe dans le quartier d'Aranguren de la commune de Zalla, et sa présidente est Raquel de la Torre Castro, conseillère municipale de Sopuerta (PNB).
| # | Municipalité | Maire                              | Parti politique | Population | % Population | Territoire (km²) |
| - | ------------ | ---------------------------------- | --------------- | ---------- | ------------ | ---------------- |
|   | Balmaseda    | Joseba Mirena Zorrilla Ibáñez      | PNV             | 7168       | 23,15        | 22,3             |
|   | Karrantza    | José Luis Portillo López           | PNV             | 2836       | 9,16         | 137,70           |
|   | Artzentales  | José María Ignacio Iglesias Aldana | PNV             | 692        | 2,23         | 36               |
|   | Gueñes       | Koldo Artaraz Martín               | PNV             | 6328       | 20,44        | 41,49            |
|   | Zalla        | Juanra Urkijo Etxeguren            | PNV             | 8143       | 26,30        | 31,03            |
|   | Sopuerta     | Emilio Reina Laiseca               | AEI             | 2439       | 7,88         | 42,80            |
|   | Galdames     | Carlos Avellanal Villanueva        | PNV             | 841        | 2,72         | 44,50            |
|   | Gordexola    | Iñaki Aretxederra Zurimendi        | PNV             | 1658       | 5,35         | 41,50            |
|   | Trucios      | Juan José Llano Llaguno            | PNV             | 556        | 1,80         | 31               |
|   | Lanestosa    | Felipe Ranero Herrero              | PNV             | 305        | 0,98         | 1,20             |
|   | Enkarterri   | Raquel de la Torre Castro          | PNV             | 30966      | 100          | 429,52           |

## Origine

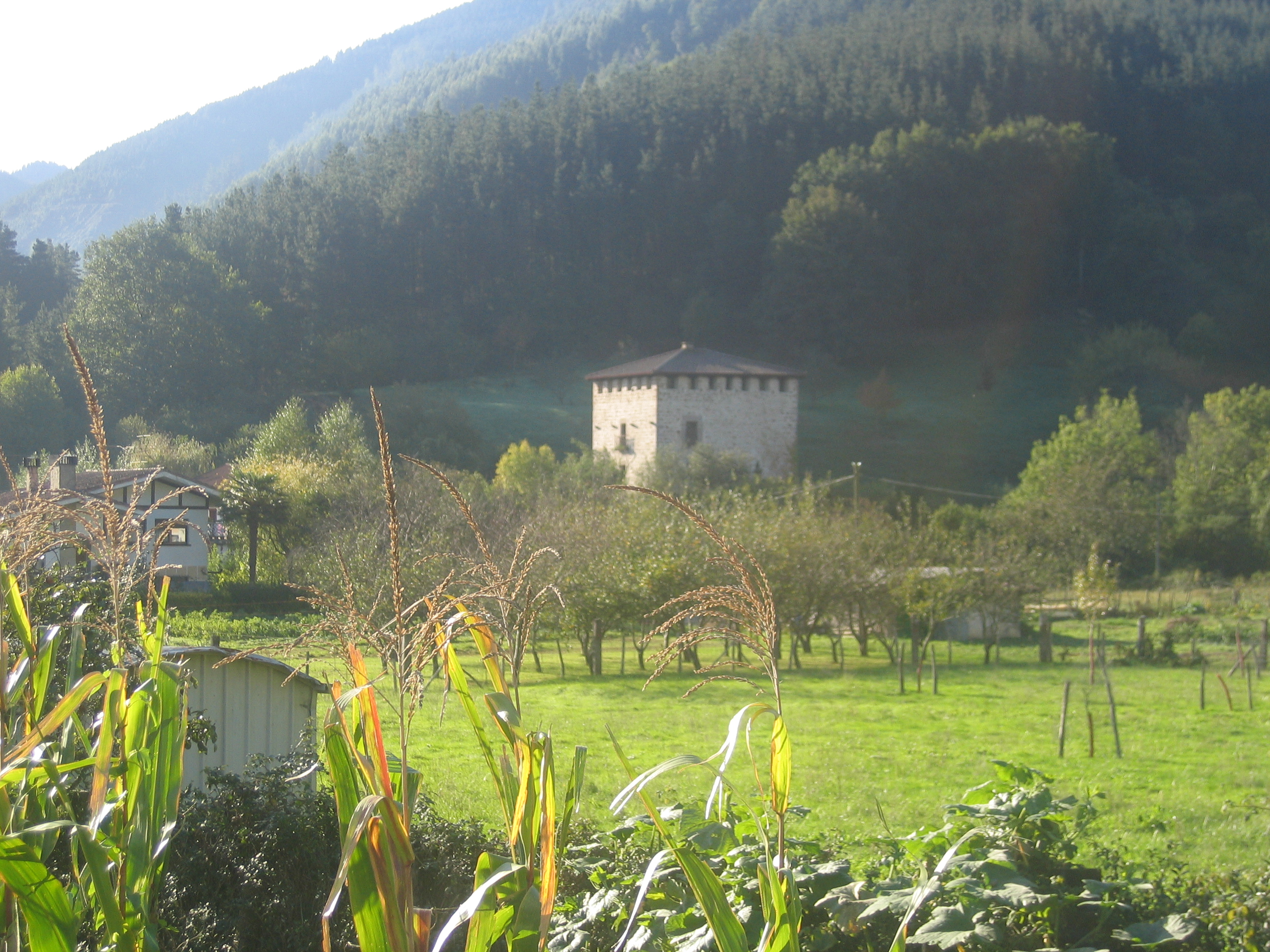
Tour Ibargüen à Gordexola.

La Seigneurie de Biscaye était constitué de cinq parties : la Tierra Llana (constituée par les elizates), les Villas, la Ville d'Orduña, Las Encartaciones (Enkarterri) et le Durangaldea.
La partie occidentale de l'ancienne Seigneurie de Biscaye était appelée Encartaciones. Le terme "encartación", castillan, est probablement apparu en des temps où cette langue était déjà pleinement formée comme une des nombreuses résultantes de l'évolution du latin aux langues vulgaires, soit entre les XIIe et XIIIe siècles[réf. nécessaire], précisément à l'époque où la Biscaye entre dans l'Histoire. L'une des explications de l'usage du terme Encartaciones, qui désigne aujourd'hui une zone de la Biscaye, est qu'il proviendrait des lettres statutaires entre le seigneur de Biscaye et des moradores de cette terre. Labayru pense que le nom vient de l'incorporation de ces terres au seigneur de Biscaye, les seigneurs particuliers et les rois seigneurs depuis Jean Ier de Castille au moyen de lettres et de privilèges qui leur accordaient les libertés de la seigneurie.
Les Enkarterri ont historiquement compris les dix républiques suivantes :
- Vallée de Somorrostro avec deux organismes :
  - les Trois Conseils : Santurtzi, Sestao, et San Salvador du Valle
  - les Quatre Conseils : Muskiz, Zierbena, Abanto de Suso et Abanto de Yuso.
- Vallée de Salcedo formé par deux conseils :
  - Concejo de Gueñes, divisé en quatre groupes : Berbejillo, Goikuria, Santxosolo et la Ribera.
  - Concejo de Zalla avec les groupes de Mimetiz (Corillo), Aranguren, Sollano, Taramona (la Herrera) et Valdahedo (Otxaran).
- Vallée de Karrantza (en latin : Carrantium) avec les conseils plus petits Sierra, San Esteban et Soscaños, Santecilla, Biañez et d'Aedo.
- Vallée de Gordexola, divisé en les quatre groupes de Zaldu, Zubieta, Sandamendi et Irazagorria.
- Vallée de Trucios, qui dispose les tiers du Puente, la Calera, Gordón, Cueto, Romaña et Pando.
- Vallée de Artzentales (argentales ou lieu d'argent ?), composé des lieux Linares et de Traslaviña.
- Conseil de Galdames est divisé quatre elizates : Galdames Suso, Galdames de Yuso, Loizaga et de Montellano.
- Conseil de Sopuerta (en latin : Subporta) est divisé en six elizates : Sopuerta, Mercadillo, Baluga, Olabarrieta, Beci et Avellaneda.

Trois des villes sont enclavées dans ce territoire, qui n'ont pas fait partie de Las Encartaciones, mais faisaient partie d'une même Communauté avec les villes de Biscaye : la ville de Portugalete (1322, Maria Diaz I de Haro, seigneurie de Vizcaya), la ville de Balmaseda (1199, Lope Sánchez de Mena, seigneur de Bortedo) et la ville de Lanestosa (1287, Lope Diaz III de Haro, seigneur de Biscaye).
Actuellement, tant les Tres Concejos que les Cuatro Concejos de la vallée de Somorrostro, ainsi que la ville de Portugalete, appartiennent à la comarque du Grand Bilbao selon les Directives d'Ordonnance du Territoire du Pays basque.

## Géographie et culture des Enkarterri
Plusieurs vestiges de peuplements préhistoriques sont présents dans la région de Ventalaperra (Karrantza) et Arenaza (Galdames). À la période antique, cette région était habitée par la tribu pré-romaine des Autrigons. Les Romains se sont installés dans les Enkarterri en 25 av. J.-C. Ce lieu présentait une haute valeur stratégique, du fait des routes commerciales qui unissaient l'intérieur des terres et le port de Flaviobriga (Castro-Urdiales), par une voie romaine qui traversait la comarque par Avellaneda. Une partie de cette chaussée et un milliarium sont conservés. Les Enkarterri ont intéressé de célèbres auteurs de l'Antiquité romaine, comme Ptolémée, Dion Cassius, Pomponius Mela, Paul Orose, Pline l'Ancien et Lucius Aemilius Paullus Macedonicus.

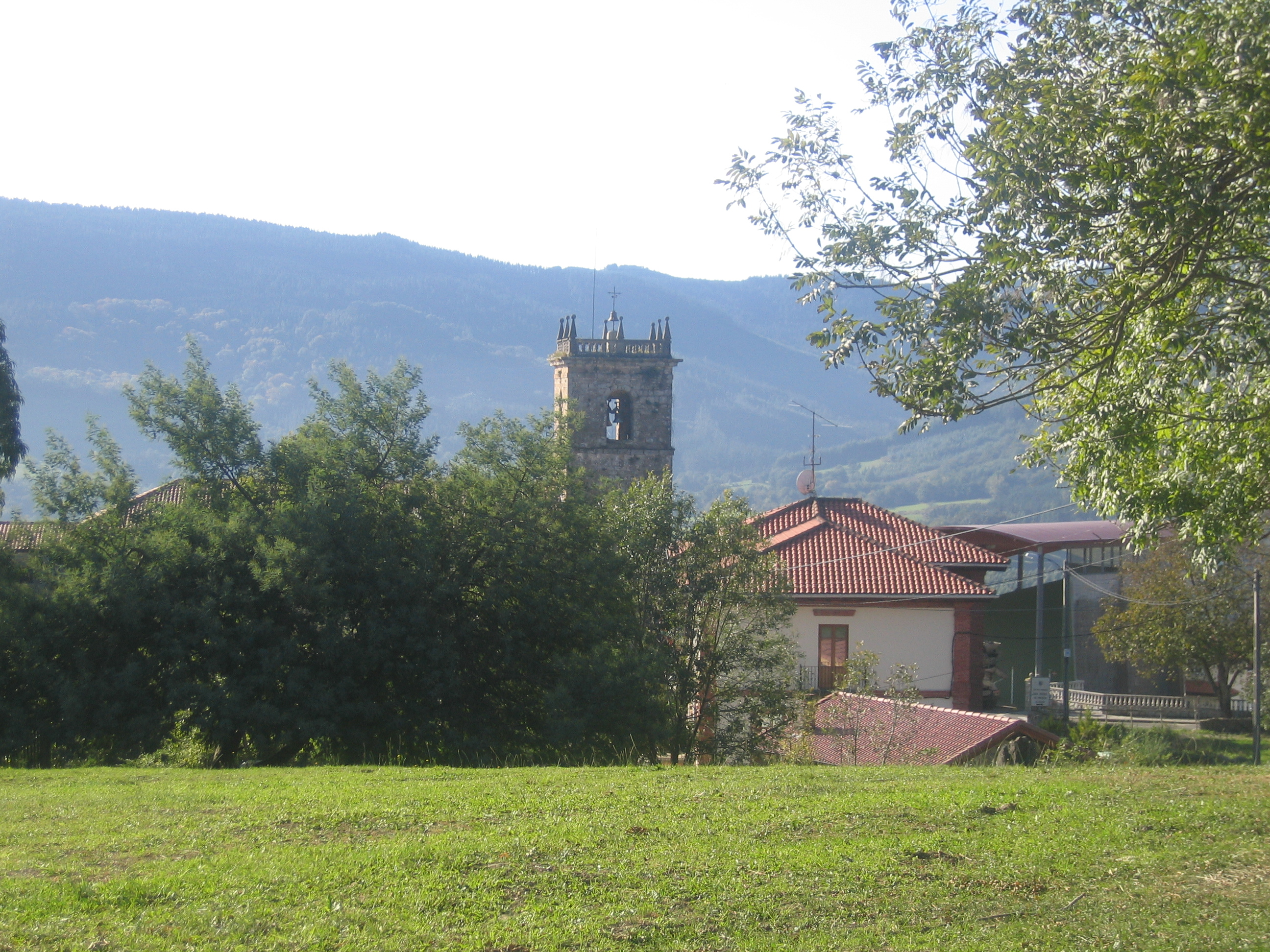
San Miguel de Linares (Artzentales)

Cette région possède de nombreuses terres fertiles, très propices aux arbres fruitiers et plus tard à une exploitation agricole prospère de maïs, de pomme de terre, haricot, de tomate, poivron et de légumes, etc. Elle dispose également de vignobles txakoli qui à d'autres époques[Quand ?] ont atteint une production de deux cent mille Cántaras,, annuels. Terrain montagneux avec de bonnes pâtures pour le bétail. Carrières et mines de fer et autres métaux, certaines exploitées déjà par les Romains. Il y a une chaine qui, extrayant de la vallée de Somorrostro, et touchant la rive gauche du cadagua, ses deux extrémités se courbent en s'inclinant à l'ouest, comme pour former un giron aux conseils de Galdames et de Sopuerta. Le départ de cette chaîne, qui porte le nom de Triano, est celui qu'a admiré il y a deux mille ans le naturaliste Pline l'Ancien, quand il a dit, que dans la partie maritime de la Région cantabrique, baignée par l'océan, il y avait une montagne cassée et une hauteur, tellement abondante en fer, que tout était de cette matière. Parmi la richesse naturelle des Enkarterri il faut souligner le Parc Natural d'Armañón.
Le basque a aussi été parlé dans les Enkarterri. Bien que son extinction totale de cette terre date du XIXe siècle, avec la disparition des derniers vestiges du basque à Gordexola (comme on dit, la dernière personne parlant cette langue dans les Enkarterri fut Simona Unanue, native de Gordexola, décédée en 1850), au XVIIe siècle il était déjà pratiquement éteint avec un noyau conservé à Galdames. En réalité, il existe deux zones linguistiques assez bien définies dans la comarque, une à l'ouest, formée par les communes de Balmaseda, Karrantza, Lanestosa, Trucios et Artzentales, où n'est pas constatée la présence historique de la langue basque, et une autre à l'est, dans les autres communes, où il existe des preuves historiques et toponymiques qui témoignent de l'utilisation du basque. Par conséquent, les Enkarterri ont été pendant toute l'histoire la comarque hispanophone de Biscaye. Étant donné sa position géographique, très proche de la Région cantabrique et de la Castille, dont les cultures ont influencé et ont formé une idiosyncrasie propre aux Enkarterri comme fruit de la confluence des trois traditions culturelles : castillane, basque et cantabre.
Les données dont on dispose sur la situation linguistique actuelle de la comarque sont les suivantes :
|            | Bascophones | Bilingues passifs | Monolingues hispanophones |
| ---------- | ----------- | ----------------- | ------------------------- |
| Enkarterri | 4,2 %       | 12,9 %            | 82,9 %                    |

| Utilisation des langues | basque | Castillan |
| ----------------------- | ------ | --------- |
| Enkarterri              | 4,2 %  | 95,8 %    |

| Connaissance du basque |
| ---------------------- |
| 17,1 %                 |

Source: Carlos CID ABASOLO, Las fronteras de la lengua vasca a lo largo de la historia, Revista de Filología Románica, 2002, 19, 15-36, ISSN 0212-999X.

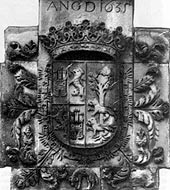
Blason des Enkarterri (actuellement de Sopuerta). Divisé en deux quartiers, de Castilla et de Biscaye, entourée d'une toison d'or et au sommet, une couronne comtale

## Culture mythologique
Las Encartaciones est un lieu riche en traditions superstitieuses, événements de sorcières, yeux mauvais et autres légendes connues pour leur culture populaire. Ces croyances ont survécu jusqu'au XXe siècle aux mains d'écrivains et d'artistes qui sont nés et ont grandi avec la magie de la mythologie enchâssée, parmi lesquelles il faut souligner Patxi Xabier Lezama avec des interprétations de la strate pré-indo-européenne des anciens dieux mythologiques de Les Encartaciones de Biscaye.

## Identité historique des Enkarterri
À l'origine, comme nous le savons, les Enkarterri n'étaient pas habités par la tribu pré-romaine des caristes, propre au reste de la Biscaye, mais par celle des autrigons.
Dans les origines de la Biscaye, les Enkarterri paraissaient déjà avoir une existence indépendante de celle de l'ensemble du territoire. Dans la Chronique d'Alphonse III, roi asturo-leonais, les territoires de Sopuerta (Subporta) et Karrantza (Carrantium) apparaissent déjà comme non membres de la naissante réalité de Bizkaj (Biscaye).
En plein Moyen Âge, les Enkarterri montraient une réalité plus complexe que celle du reste de la Biscaye, étant divisées en diverses seigneuries féodales liés d'abord à la monarchie asturienne et ensuite à la castillane. Progressivement ces seigneuries se lieront à la Seigneurie de Biscaye au moyen de donations ou de mariages avec la dynastie biscaïenne des Haro. Déjà au XIIIe siècle, les Haro contrôlaient de manière évidente les Enkarterri.
Dans les premiers temps, aux Juntas Generales de la seigneurie de Biscaye tous les biscaïens pouvaient se rendre à volonté pour traiter de problèmes communs. Celles-ci avaient lieu ensemble parfois sous l'arbre d'Arechabalgana, près de Murga et plus communément sous l'arbre de Gernika. La Junta était annoncée en sonnant cinq coups de cor, qui selon la tradition de la terre, étaient donnés sur les sommets le Gorbea, Oiz, Sollube, Ganekogorta et Coliza.
Quand la Junta General de Biscaye, établie définitivement sous l'arbre de Guernica, sera constituée par des représentants de toutes les elizates personnifiées en elle par un seul fondé de pouvoir, chacun avec pouvoir et vote, chose qui n'a pas dû être définitive jusqu'à fin du XVe ou XVIe siècle, les encartados (gentilé des habitants des Enkarterri). Pour traiter des affaires d'intérêt général, ils étaient habitués à aller à ces assemblées comme tous les biscaïens, mais étaient aussi habitués à se réunir en Junta General sous le chêne d'Avellaneda, comme dans d'autres merindades se réunissaient dans d'autres lieux. Ils ont maintenu leur Junta General d'Avellaneda, et les républiques des Enkarterri n'envoyaient pas de fondés de pouvoir à la Junta de Guernica, comme le faisaient les elizates de la Tierra Llana biscaïenne, mais – en conservant sa personnalité comme Enkarterri – se présentaient dans les assemblées de la seigneurie avec un seul fondé de pouvoir (qui représentait tous les Enkarterri) et vote conformément à d'anciennes coutumes pour traiter seulement les affaires qui affectaient tous les biscaïens. Ce fondé de pouvoir était le Síndico (syndic) des Enkarterri. La même chose que dans les Juntas Generales, les Enkarterri étaient représenté par un Syndic dans les Regimientos Generales (il n'allait pas à tous, il y avait des Regimientos Generales de la Tierra Llana dans laquelle il n'avait pas de représentation, pour ne pas appartenir à celle-ci) et dans les Juntas de Merindades. Était appelée la terre encartada à l'examen de comptes de frais généraux, où le Syndic des Enkarterri allait généralement accompagné d'un comptable que la Junta d'Avellaneda lui fournissait comme compagnon. À toutes ces réunions d'intérêt commun, le syndic de l'Enkarterri allait aussi avec les voix et vote.

## Composition des mairies (élections 2019)
| #  | MUNICIPALITÉ | PNV | Bildu | PSE-EE | Aralar | CLI | KZ | A.E.I.S. | aG | T.B. |
| -- | ------------ | --- | ----- | ------ | ------ | --- | -- | -------- | -- | ---- |
| 1  | Valmaseda    | 5   | 1     | 1      |        | 6   |    |          |    |      |
| 2  | Carranza     | 4   |       |        |        |     | 7  |          |    |      |
| 3  | Arcentales   | 4   | 3     |        |        |     |    |          |    |      |
| 4  | Güeñes       | 6   | 5     | 1      |        |     |    |          |    |      |
| 5  | Zalla        | 6   | 1     | 1      | 5      |     |    |          |    |      |
| 6  | Sopuerta     | 4   | 4     |        |        |     |    | 3        |    |      |
| 7  | Galdames     | 4   | 3     |        |        |     |    |          |    |      |
| 8  | Gordejuela   | 6   | 3     |        |        |     |    |          |    |      |
| 9  | Trucios      | 5   |       |        |        |     |    |          |    | 2    |
| 10 | Lanestosa    | 5   | 2     |        |        |     |    |          |    |      |

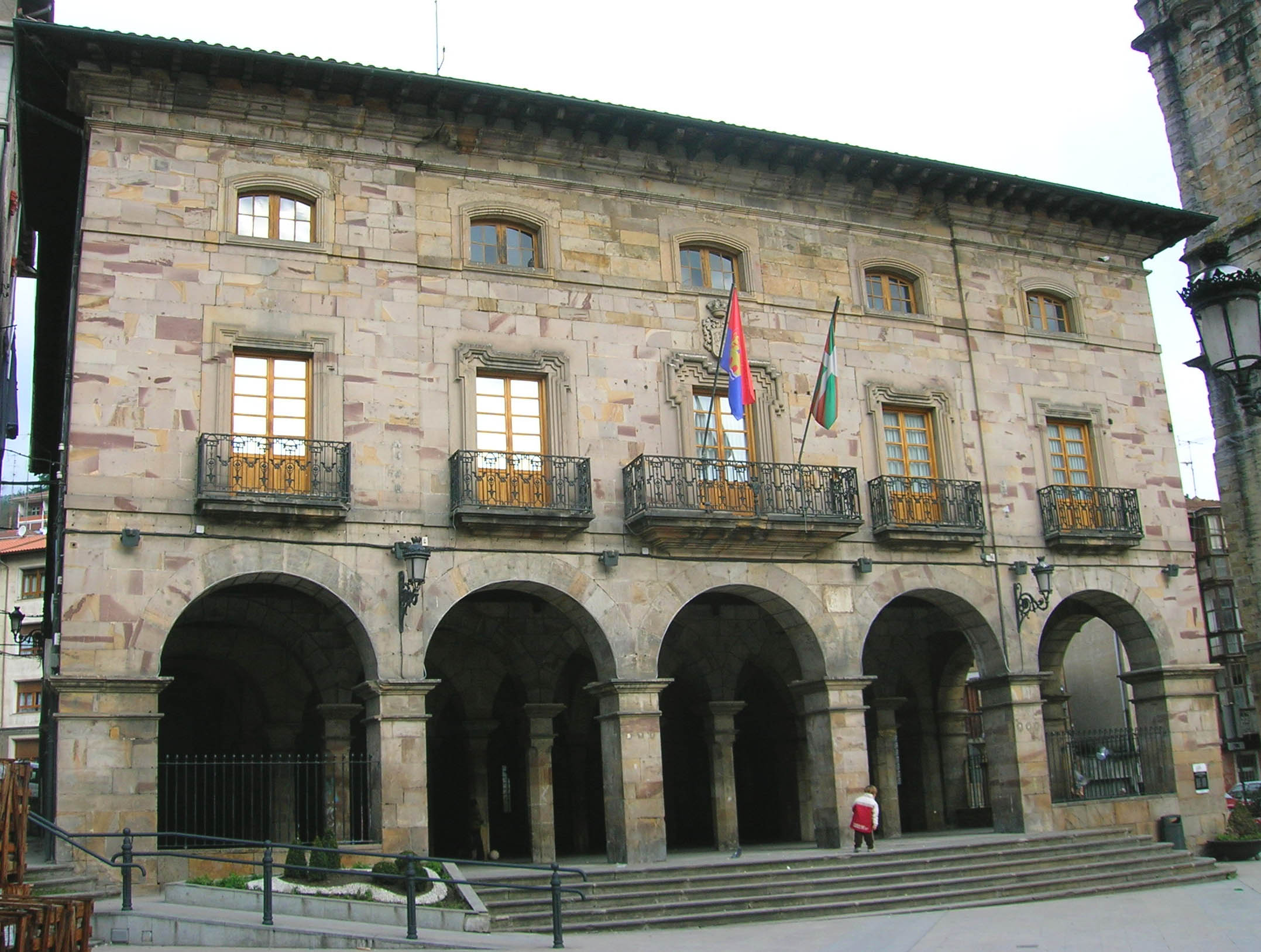
Mairie de Balmaseda

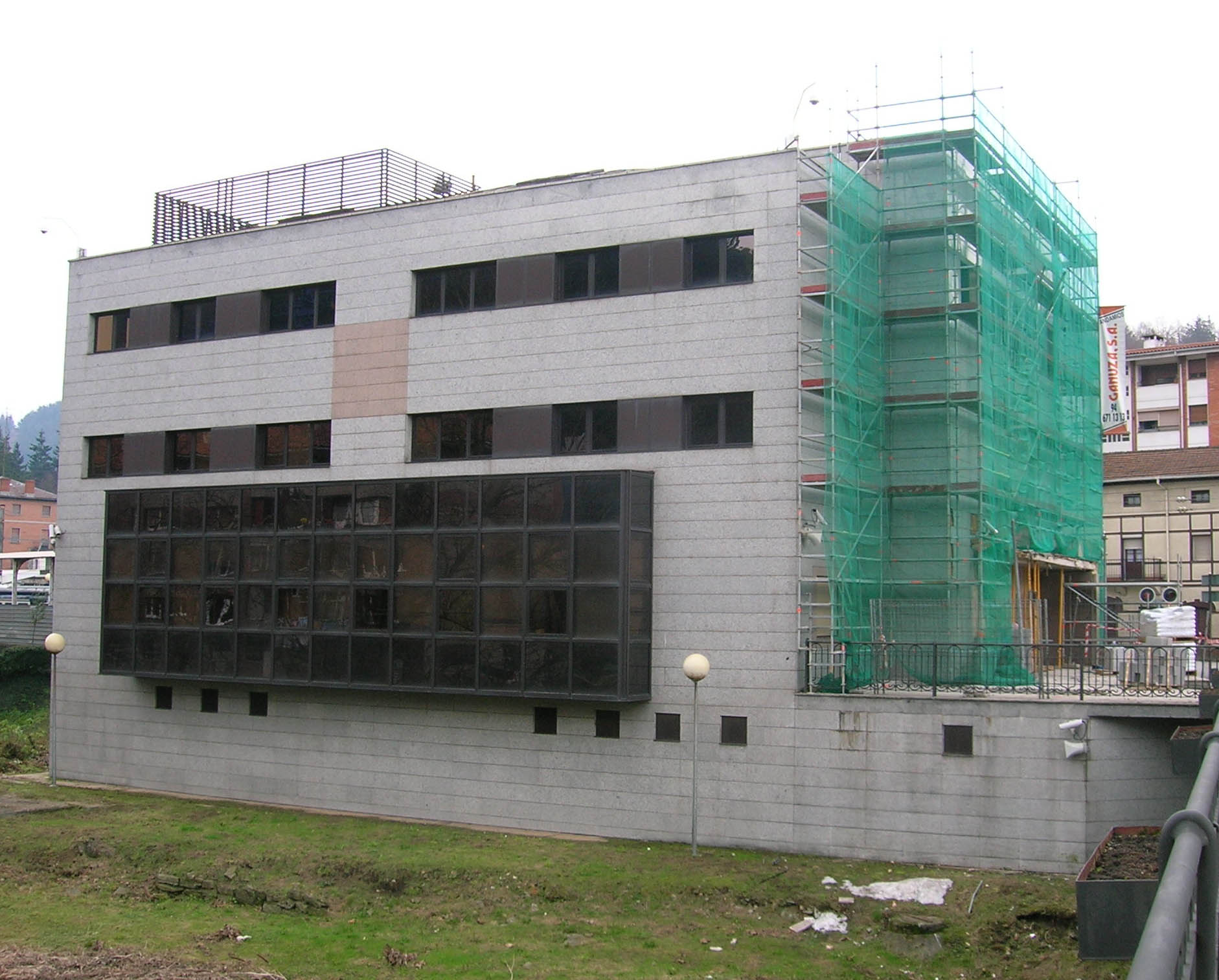
Palais de Justice de Balmaseda, tête du territoire judiciaire

En gras la liste qui obtint la mairie:
- CLI: Candidat local indépendant Valmaseda
- KZ:  Karrantza Zabala  Carranza
- PNV: Arcentales
- PNV: Güeñes
- PNV: Zalla
- PNV: Sopuerta
- PNV: Galdames
- PNV: Gordejuela
- PNV: Trucios
- PNV: Lanestosa

## Juntas générales d'Avellaneda
L'importance d'Avellaneda dans l'histoire des Enkarterri vient du fait que ce sont centrés dans ce quartier de la feligresía de San Bartolomé, dans sa Casa de Juntas, la vie politique et juridique des Enkarterri.
Dans l'éminence d'Avellaneda, avec la tour éponyme célèbre, on soulevait un arbre saint sous lequel s'assemblaient les premiers encartados (gentilé des habitants des Enkarterri) pour légiférer et régir leurs républiques. Plus tard, et à côté de l'arbre, on a construit la maison ou l'hôtel de ville dans lequel se tenait ses assemblées de la mérindade à la garantie des inclémences météorologiques.
Au début, les dix petites républiques étaient régies avec une administration simple et élémentaire, coutumes et utilisation, en se réunissant en Concejo (Conseil) ouvert après convocation des habitants, que présidaient les plus vieux, tournés ou compris. Ces Concejos sont arrivés à devenir des organismes parfaitement constitués et organisés, dont les assemblées avaient lieu avec solennité. Elles avaient lieu entre les portes des églises et sous les arbres remarquables :
Lieux de célébration des Conseils :
| #  | REPUBLIQUE          | CONSEIL                                      |
| -- | ------------------- | -------------------------------------------- |
| 1  | Les Trois Conseils  | Ermitage de San Bernabé (Campo de Urioste)   |
| 2  | Les Quatre Conseils | Fuente de Muskiz ou campo del Casal          |
| 3  | Karrantza           | Encino de Soscaño ou campo de Concha         |
| 4  | Gordexola           | Église San Juan de Molinar                   |
| 5  | Trucios             | Église San Pedro de Romaña                   |
| 6  | Artzentales         | Arbre de San Miguel de Linares               |
| 7  | Gueñes              | Église de Nuestra Señora                     |
| 8  | Zalla               | Église San Miguel Arcángel ou puente de Lusa |
| 9  | Galdames            | Église de San Pedro de Galdames              |
| 10 | Sopuerta            | Source de El Carral                          |

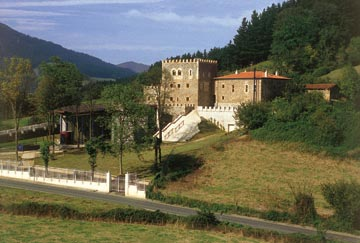
Maison des Juntas d'Avellaneda.

Par l'union de tous on a constitué la Junta d'Avellaneda pour la défense et l'administration d'intérêts communs et du for lui-même. Depuis le sommet de la montagne Coliza, équidistant d'Artzentales, Galdames, Gordexola et Trucios, était convoqué à coup de corne et avec un feu, allumé pour l'occasion, à la Junta General. Probablement dans les temps plus anciens c'était une assemblée ouverte à ceux qui avaient des attributions égales, les hidalgo, titre qui venait de la propriété de la terre et de l'exercice comme propriétaires de celles-ci. Plus tard, bien que chaque république nommant son fondé de pouvoir, ont aussi eu accès à la Junta tous les hidalgo, mais sans droit de délibérer, ni de voter, ni décider. Finalement, déjà depuis 1596 on opte pour qu'ils assistent seulement à elle « les fonctionnaires de l'assemblée qui avaient le vote », et bien qu'il ait coûté un certain temps, ils l'obtiendront.
La Junta d'Avellaneda était le plus haut organisme de gouvernement des Enkarterri. Il était composé de dix fondés de pouvoir des dix républiques, plus un avocat récepteur et un greffier de Junta. Les assemblées étaient présidé par le Lieutenant Corrégidor ou du maire principal, et était convoqué par le Syndic au moyen d'avis aux Conseils. Avant la Junta, on disait une messe dans la chapelle de l'Ángel.
Au début, le Prestamero Mayor de Biscaye régissait et administrait la justice dans le territoire encartado. Avec l'établissement du Coregimiento en Biscaye et de ses Lieutenants Généraux en 1401, il a existé un lieutenant général ou maire principal qui ne pouvait pas être biscaïen, mais de l'autre rive de l'Ebre. Celui-ci résidait à Avellaneda. Il s'agissait d'un homme tourné dans des lettres et d'une nomination réelle qui connaissait et jugeait des causes civiles, criminelles, politiques, gouvernementales et militaires sans aucune exception. De sa sentence on pouvait faire appel à celle du Corrégidor, suprême autorité de Justice qui représentait l'autorité royale et qui résidait dans la Chancellerie de Valladolid.

## Les fors des Enkarterri
Le for (Fuero), us et coutumes par lequel on régissait les Enkarterri a été réduit à l'écriture en 1394, cinquante-huit années avant qu'on écrive la juridiction de Biscaye. Cette première ordonnance des Enkarterri, ou Fuero, écrit sous les auspices du Corrégidor Gonzalo Moro, était composée de 45 articles ou paragraphes. Pour son écriture on a pris en considération l'ordonnance de la Hermandad de Biscaye, en la commençant par un proemio, en modifiant quelques peines, en intercalant dans ses chapitres quelques dispositions propres et en ajoutant quelques lois à caractère civil. Le proemio nous rend compte du désordre social régnant dans celui-là alors et de la raison pour laquelle on écrit le for :
En el nombre de Dios, amén. Porque los buenos homes de Las Encartaciones en justicia quieren vivir, y los Fueros antiguos por no ser reducidos a escritura son olvidados e han usado algunos que son contra derecho e son en grande relevamiento de los males por se atrever a facer muchos maleficios por esfuerzo de tales usos que les no daban pena alguna, por la cual razón los buenos homes de Las Encartaciones no se atreven a venir por que los malos con su malicia son multiplicados y los buenos que en paz quieren vivir son abajados. Por ende acordaron todos estando juntos en la Junta General de Avellaneda, según que lo han de uso e costumbre de se juntar, con el doctor Gonzalo Moro, oidor de la audiencia de nuestro Señor el Rey, e corregidor e veedor de Vizcaya e de Las Encartaciones e au Guipuscoa, de ordenar estos capítulos de este cuaderno para que por ellos de aquí adelante se rijan e mantengan en justicia, entendimiento de suplicar a la merced del dicho Señor Rey para que les dé e confirme estos capítulos e cuadernio por Fuero.
Dans ce for, il est affirmé clairement et terminologiquement que la Junta d'Avellaneda a la compétence du droit de déterminer quelle est la loi des Enkarterri, et l'interprétation suprême de cette dernière.
On réserve également aux encartados le droit qu'aucun juge ni tribunal ne doit entendre dans ses causes aussi bien civiles que criminels en première instance, mais les maires les Valles et de Concejos et le Lieutenant d'Avellaneda, en ne pouvant pas de cette manière être sortis de la terre, ni obligés de comparaître devant tribunal dehors, de prérogative qui a donné lieu aux plus grands désaccords et plus aggravés les procès avec le Corregidor et la Junta de Guernica.
Ce for a été confirmé par les Rois Catholiques en 1473 et 1476.
Provoquée cette compilation de lois par les circonstances dans lesquelles on développait la vie de la région, étant donné les luttes des bandes, a résulté un code rigide et grave. Il s'agissait de punir les banderizos (partisans d'une des deux bandes) et ceux qui profitaient de cette perturbation, les malfaiteurs qui trouvaient de larges domaines à leurs méfaits et restaient impunis. Sept chapitres du for traitent de ceux délimités et de leur suivi, parmi lesquels ceux qui demandent une aumône sur les chemins, dans les maisons et les forges. Parmi les peines qui sont prescrites, outre celle de mort (parfois pour des motifs non proportionnés), il y en avait ici certaines : couper le pouce de la main droite, extraire publiquement les dents, une sur cinq, au faux témoignage faire trois croix sur le visage avec un fer rouge, pour infraction de bigamie trois marques au fer rouge, une sur le front et une sur chaque face, couper le dessus des oreilles au voleur…
Ce for tellement inhumain a été réformé sous les auspices du Corregidor Francisco Pérez Vargas durant l'année 1503, et sera composé le nouveau for de 112 articles avec son proemio correspondant et qui commence ainsi :
En el nombre de Dios y de la gloriosa Virgen Nuestra Señora su Madre, amén. Este es el Fuero y cuaderno de Las Encartaciones sacado de los Fueros antiguos e de los buenos usos e costumbres, que los fijosdalgo de Las Encartaciones de antiguo e inmemorial tiempo acá han tenido y usado y guardado: los cuales según la calidad de la tierra e de la disposición e gente de ella se han fallado e se fallan ser muy útiles y provechosos y convenientes y necesarios, para la buena gobernación e paz e sosiego de la dicha tierra e de los vecinos e moradores de ella, según la experiencia que es madre de todas las cosas, lo han demostrado e demuestra cada día…
Ce for réformé n'est pas déjà un code exclusivement pénal, la partie civile est la plus étendue. Il est divisé deux parties : la première porte de titre « Fuero Biejo de Las Encartaciones de Biscaye », et la seconde « Fuero d'Albedrío ». Les deux parties sont subdivisées en des titres et des lois. Si nous comparons cette réforme avec le Cuaderno Viejo de Biscaye, nous devons dire que tout est le for de Biscaye dans ce qui est substantiel. Dans des procès postérieurs il sortira à collation que le une tel for réformée n'avait pas confirmation réelle ; ce qui était certain, parce que bien qu'il ait été code légal de ceux encartados, n'était pas confirmé par le Señor, ni même il avait été présenté à la confirmation.
Le for réformé n'a pas eu beaucoup de vie (un peu plus de soixante-dix ans), parce qu'en 1574, les encartados réunis dans la Junta d'Avellaneda, ont décidé de garder dans les Enkarterri le for de Biscaye, qui avait été rédigé par dernière fois dans 1526, dans toute son intégrité, ce qui n'a pas été fait sans difficulté. Enfin, durant l'année 1576 ils se sont concertés - pour l'observation de ce dernier - un ajustement avec la seigneurie par écriture publique, qui a été étendue à ville de Bilbao le 30 août. Depuis cette date les Enkarterri ont disposé de deux fors, bien que l'ancien ait été réduit à un simple document, en observant le for de Biscaye, sans dommage le gouvernement lui-même et la juridiction des Enkarterri.

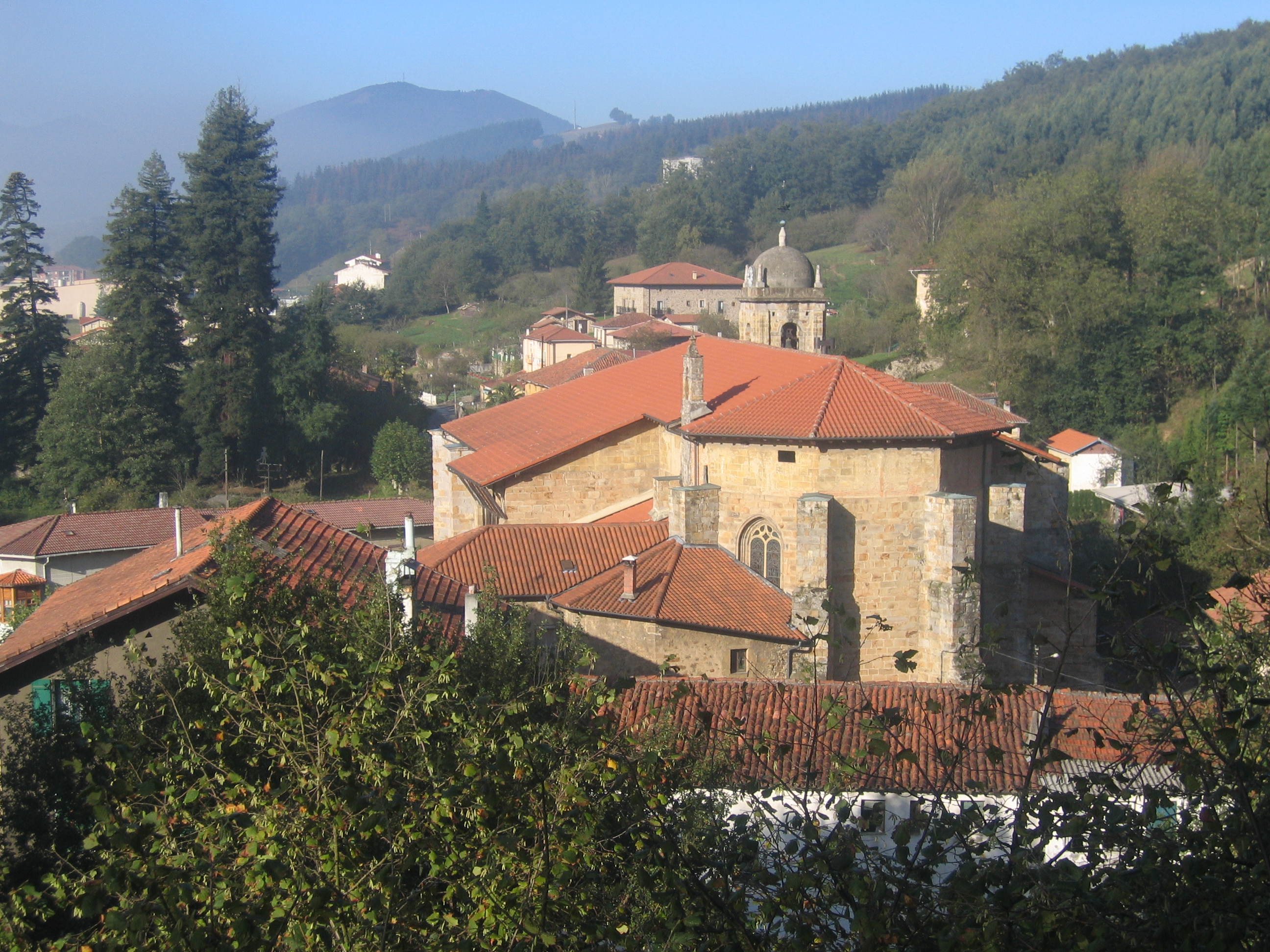
Gueñes.

## L'intégration totale à la Biscaye
Non seulement les Enkarterri ont maintenu parfois des discordes et procès sur une longue période (250 ans) dans ses relations, très tendues avec la seigneurie, ou à l'occasion de frais généraux, ou à l'occasion de l'exercice de juridictions, mais entre les républiques encartadas sont apparus des désaccords quand il y avait lieu. Il est ainsi arrivé pour l'année 1628 en essayant Villas et les villes de porter à terme son chapitre de concorde avec la seigneurie. Dans une telle circonstance, le Syndic de l'Encartación a proposé dans la Junta d'Avellaneda la convenance de s'unir eux aussi totalement à Guernica. Mais on a rejeté une telle union. On a suscité à nouveau en 1629 la question par la seigneurie, mais la Junta d'Avellaneda décréta que "à cette Encartación cette union n'était pas bonne et se fasse la contradiction nécessaire".
L'opposition tellement décidée ne venait pas, sans doute, de tous les Conseils. Certains souhaitaient être unis à la Junta de Guernica. Comme la Junta d'Avellaneda ni à l'unanimité, ni à la majorité on est arrivé à approuver l'union, il y a eu des Conseils qu'ils l'ont particulièrement essayé. Le résultat a été que le 17 septembre 1642, la vallée de Gordexola et le Conseil de Gueñes qui l'avait sollicité déjà avant l'ont obtenu ultérieurement. L'exemple de Gueñes et de Gordexola a été imité par Zalla, qui a été incorporé le 6 novembre 1668, Galdames qui l'a fait en octobre 1672, la république des Trois Conseils de Somorrostro qu'on a uni ce qui est dernière les cinq, bien que l'avait essayé les premières. Chacune de ces républiques, ont été au cas par cas égalées aux 72 elizates de la Junta de Guernica, en conservant à la fois la juridiction le Lieutenant de l'Audiencia et son gouvernement particulier.
Les Enkarterri sont restés ainsi divisées en deux parties : républiques unies et non unies, en cassant l'unité politique et en compliquant l'économie, les républiques unies contribuant aux frais de la seigneurie, avec les elizates, dans les répartitions par foyers, et refusant de le faire pour ce qui participaient aux frais de la Junta d'Avellaneda. Les procès qui ont été suscités heureusement dans une telle situation n'ont pas beaucoup duré, parce que le 25 août 1699 on a fait un concert par lequel les cinq républiques ajoutées à la Junta de Guernica faisaient partie de toutes les deux Juntas : de Guernica et d'Avellaneda, satisfaisant ici aussi les coûts correspondants.
Quelles raisons alléguaient les républiques non unies, pour une telle ténacité à s'opposer à l'incorporation totale des Enkarterri à la Junta de Guernica ? Dans les actes de l'année 1639 du Concejo de Trucios on donne l'explication :
…que a la utilidad de esta república, buen gobierno de ella, conviene no se haga la unión… porque con evidencia se conoce el gran daño que a estas Encartaciones resultaría perpetuamente de la dicha unión, ansí en los grandes gastos y continuos repartimientos que el señorío echaría y en que se obliguen a contribuir incansablemente, como en que se va a perder la autoridad de esta república, en gobernarse de por sí, y ser dueña, y señora, y siéndolo sujetarse a que otro la gobierne… y por que esta república no necesita de más oficios y honores que los que tiene, siendo, como es notable su antigua nobleza, y que los antecesores, que más bien miraron este punto, ganando cartas executorias ilustres, no quisieron venir en la unión, aunque muchos años que se propuso, reconociendo, como se reconoce, no les convenir.
Sans doute, ne pensaient pas la même chose les cinq républiques qui ont sollicité l'union avec la Junta de Guernica. Pourquoi ? Il faut tenir compte du fait que les plus grands procès entre la Junta de Guernica et de celle d'Avellaneda ont été donnés, en ce qui concerne l'exploitation minière, quand les cinq républiques étaient unies à la Junta de Guernica. L'industrie ferrière des Enkarterri était tenue par celles-ci comme patrimoine exclusif, tandis que, pour sa part, la Junta de Guernica, possédant le haut domaine de toute la seigneurie, son autorité pour légiférer sur ce qu'elle jugeait appartenir au patrimoine commun, en limitant et modifiant les dispositions de la Junta d'Avellaneda, propriétaire de la terre et ce qui dans cette propriété basait le fondement de son autorité et de domaine sur cette dernière, en maintenant le droit de domaine exclusif sur les minéraux et en soutenant dans sa défense une lutte non ininterrompue contre ce qu'il jugeait une interférence injustifiée de la seigneurie.
Mais durant l'année 1738 sont apparues des différences entre la seigneurie et les républiques unies en raison des répartitions de frais. N'étant pas arrivé à une solution satisfaisante, les cinq républiques unies des Enkarterri ont décidé de s'écarter en bloc comme elles étaient avant leur incorporation à la Junta de Guernica. À la suite de cet accord, et séparées, les cinq républiques encartadas du gouvernement de la seigneurie, on a concerté une nouvelle écriture de concorde et parmi celle-ci et les Enkarterri pour régler les relations entre les deux parties et éviter des discordes qui pourraient survenir ultérieurement. Par cette écriture on résilie les écritures particulières d'union des cinq républiques qui avaient été unies. Ils restent ainsi dans l'état dans lequel ils étaient en ce qui concerne l'ensemble des Enkarterri.
On stipule également la quantité que les Enkarterri doivent payer à la seigneurie afin de contribuer aux frais généraux. D'autre part, les Enkarterri payeront, comme toujours, ses frais particuliers propres de la conservation et la défense des forts et les soutes de la côte encartada, depuis le bord de Portugalete jusqu'à Castro-Urdiales. On leur accorde, toutefois, la troisième partie du reste liquide de la volonté de la vena, que la seigneurie percevait. Cette convention a été concertée à Guernica le 21 juillet 1740, il a été ratifié à Avellaneda le 2 août, et le 19 du même mois s'est élevé à l'écriture publique, confirmée par le roi Philippe V, le 22 novembre 1741.

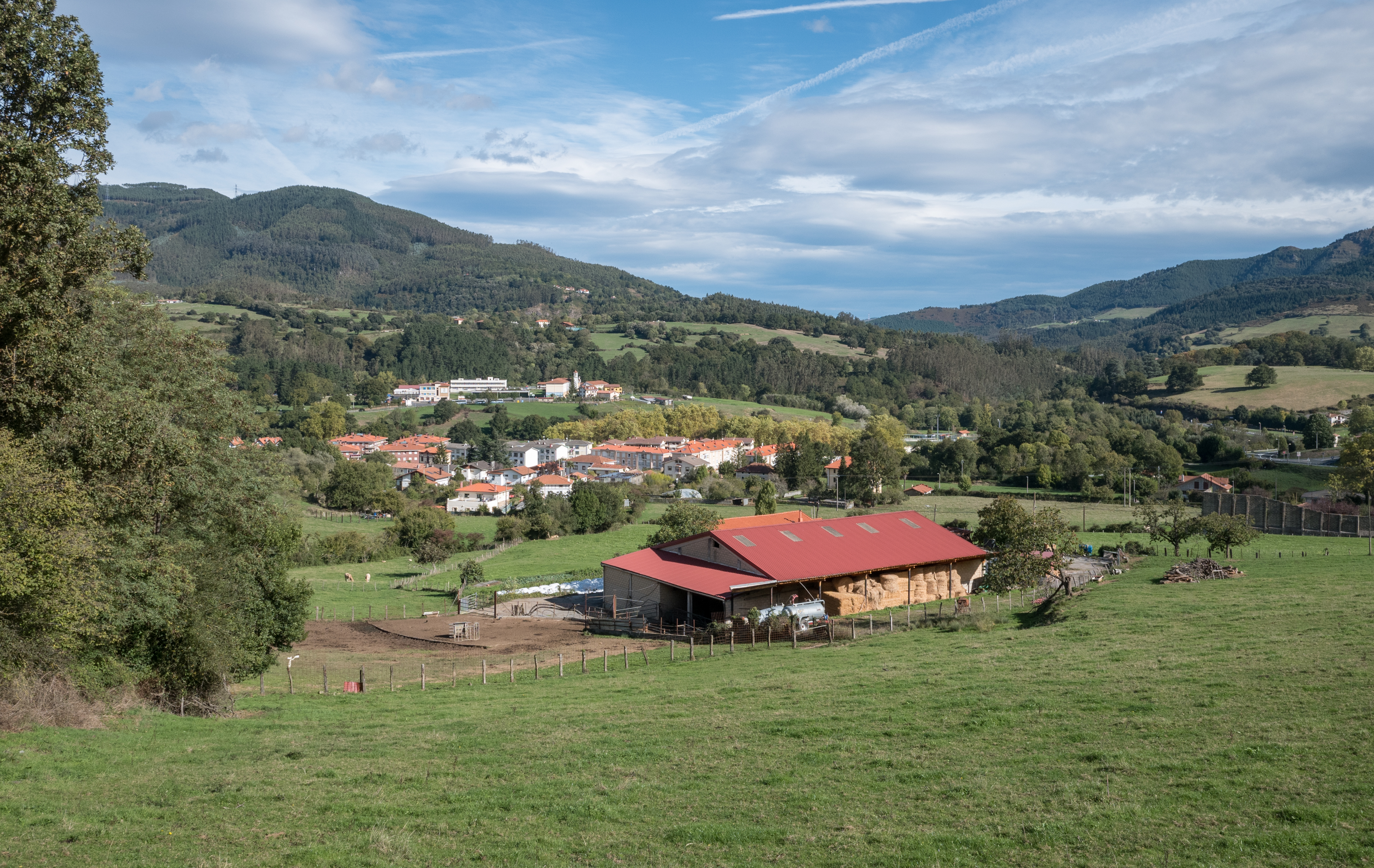
Sopuerta.

Durant l'année 1768, les républiques des Trois Conseils de Somorrostro a essayé de nouveau de se séparer de la Junta d'Avellaneda mais n'a pu l'obtenir. Toutefois, le jour où la Junta d'Avellaneda allait perdre l'importance qu'elle avait montrée anciennement était proche. L'année 1799 les sept conseils de la Vallée de Somorrostro et les vallées de Gordexola et de Karrantza s'incorporent à la Junta de Guernica avec union universelle et perpétuelle à leur gouvernement et avec séparation définitive de la Junta des Enkarterri. L'an 1800 elle sera faite de la même manière par le Conseil de Gueñes et la vallée de Trucios. Les autres républiques, réticentes, suivront la même année comme Galdames, Zalla, Artzentales et Sopuerta par un ordre royal du 15 octobre.
À partir de l'année 1804, les procès provenant de quelques discordances se concluent, ont été totalement et définitivement intégrés toutes les républiques encartadas à la Junta de Guernica. Depuis cette date, les Vallées et Conseils encartados ont fait partie, au cas par cas, de la Junta de Guernica, ont vécu à l'avenir dans les mêmes conditions et avec les mêmes droits et devoirs que la Tierra Llana biscaïenne, ayant un vote actif et passif dans les Juntas Generales de Biscaye et formant un groupe ou une mérindade avec le titre d'Encartaciones. Les encartados ont conservé leur Audiencia d'Avellaneda et sa prison propre, pire, la Junta d'Avellaneda a perdu sa personnalité au bénéfice de l'unité politique de Biscaye.

## Statut d'autonomie des Enkarterri
Les tentatives autonomistes dans les Enkarterri sont nées à Portugalete, comme opposition au statut basco-navarrais d'Estella, approuvé par des nationalistes basques et traditionalistes. La mairie de Portugalete, en session tenue le 18 juillet 1931, a décidé "pour des raisons d'ordre traditionnel, historiques et géographiques", le droit des Enkarterri de régir par lui-même, ainsi que la convocation d'une assemblée de communes pour traiter le sujet.
Cette assemblée a eu lieu à Sopuerta le 9 août 1931, auquel ont assisté les communes de Trucios, Artzentales, Galdames, Sopuerta, Barakaldo, Sestao, Portugalete, San Salvador du Valle, Abanto-Zierbena, Santurtzi, Ortuella et de Muskiz, outre Basauri bien que n'appartenant pas aux Enkarterri. Balmaseda, Zalla et Gueñes ont décidé d'attendre le résultat du processus basque avant de se montrer, bien que considérant l'initiative "du plus grand intérêt". Dans cette assemblée on a approuvé un avant-projet de statut d'autonomie, divisé des bases, dans lesquelles on prévoit l'autonomie encartada dans la Seconde République espagnole.
Dans la première base, l'avant-projet indique un régime politique pleinement démocratique, où les municipalités qui le souhaitent feront partie de l'autonomie encartada, ainsi que ses citoyens, qui auront l'Espagnol comme langue officielle, sans mépris d'aucune autre utilisation populaire. De la même manière, la base première affirme le pouvoir politique régional dans la Constitution de la Republique. La base seconde établit le régime autonome, un gouvernement (Consejo Ejecutivo) et un Parlement (Junta de Representantes) tous les deux garantis par le gouvernement central. Dans la base troisième, l'administration locale s'établit et l'organisation des communes. Dans la quatrième, l'administration de la justice, qui correspond au gouvernement de la République, égale que dans la base cinquièmes les finances, dans l'attente de nouveau régime fiscal. La base sixième traite du régime social, la septième sur l'éducation et la huitième des relations avec l'État espagnol. Il a, en outre, une base additionnelle sur de futures annexions à la comarque.
Avec l'approbation de la Constitution de la République espagnole de 1931, le statut d'Estella a été invalidé pour inconstitutionnel et, par conséquent, le mouvement pour l'autonomie encartada s'est éteint jusqu'à sa disparition.